# Giuliano da Sangallo

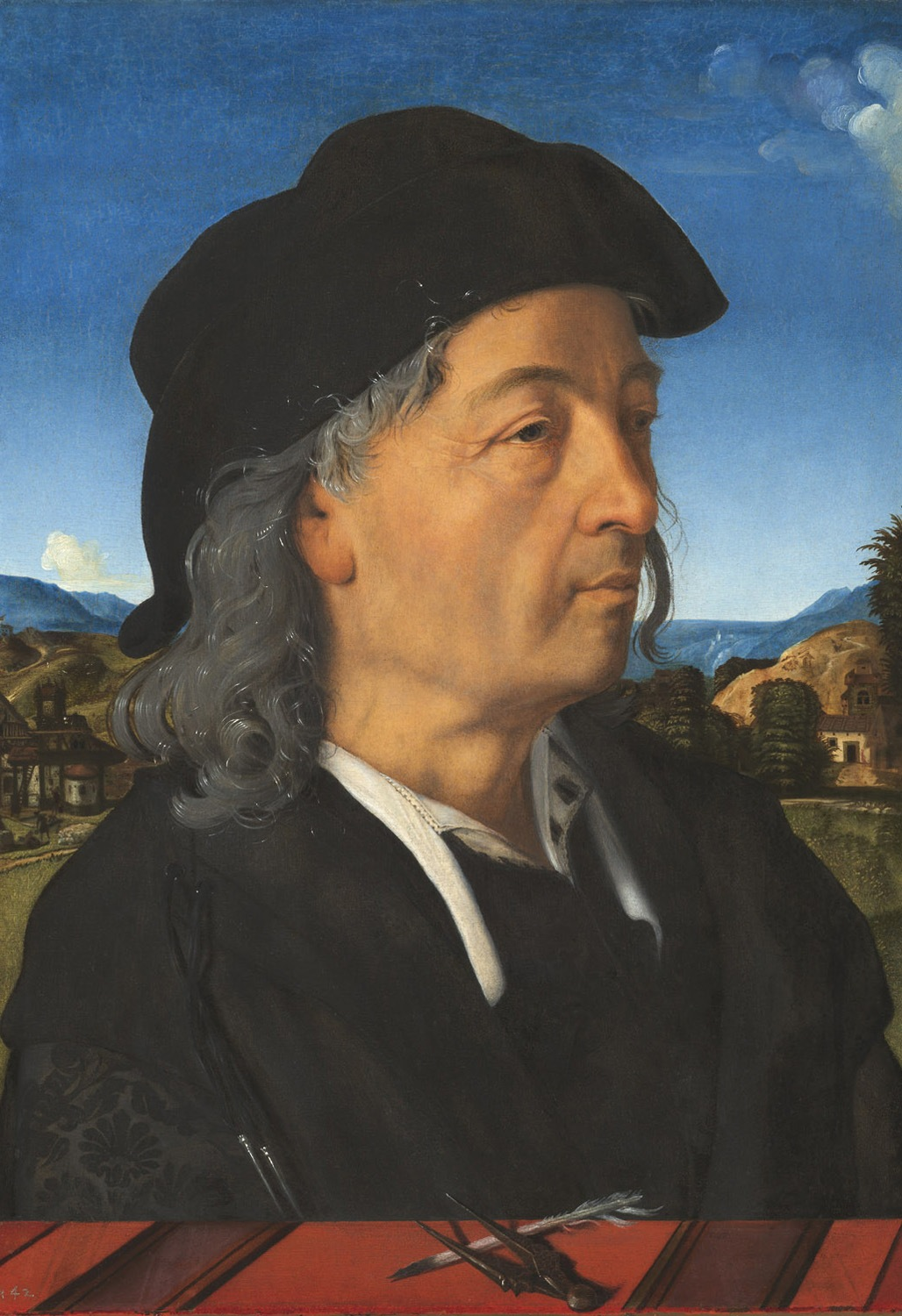
Giuliano de Sangallo por Piero di Cosimo, que se conserva en el Rijksmuseum de Ámsterdam.

Giuliano Giamberti, llamado Giuliano da Sangallo, o en español, Julián de Sangallo (Florencia h. 1445 - 1516), fue un arquitecto, tallista, ingeniero militar y escultor italiano, hermano de Antonio da Sangallo el Viejo y tío de Antonio da Sangallo el Joven, que encontró en Lorenzo de Médici un comprensivo protector. Su hijo Francesco da Sangallo fue también un reputado escultor. 

## Obra
La residencia estival de Lorenzo de Médici, la villa medicea de Poggio a Caiano, fue una de sus primeras obras (1480-1485); presenta una disposición con una parte baja con pórticos que sirven de base a la parte superior, de sencillas y límpidas fachadas, centrada la principal por una especie de pórtico de templo griego. Es, sin duda, el punto de partida de las obras de Andrea Palladio.
A los cuarenta años emprende la que se considera como su obra maestra, la Basílica de Santa Maria delle Carceri (1485-91), en Prato, que es quizá una de las primeras construcciones de plan central (con planta de cruz griega) de los tiempos modernos y en la que logra un poderoso efecto de unidad espacial; función y decoración se alían perfectamente con el empleo de los materiales, típicamente florentinos.
Más tarde, entre 1489 y 1492, en la sacristía de Santo Spirito de Florencia, plantea un octógono que apenas es inferior en belleza a los de Prato.
En 1493, Giuliano tardó 10 años en renovar la Villa Salviati. Otras obras de interés son el patio del Palacio Gondi (Florencia 1490-94) y el austero claustro de Santa María Maddalena dei Pazzi.
Trabajó también en la Basílica de Santa María la Mayor, por invitación del Papa Alejandro VI, además de un buen número de fortificaciones.

## Descubrimiento delLaocoonte
Giuliano da Sangallo tuvo participación en el descubrimiento del grupo escultórico griego Laocoonte y sus hijos, una de las esculturas con las que se fundaron los Museos Vaticanos. En febrero de 1506, el papa Julio II lo envió a revisar una escultura que había sido encontrada bajo tierra en una villa cercana a Santa María la Mayor. Fue acompañado por Miguel Ángel Buonarroti, quien ya había comenzado a trabajar en el monumento funerario de Julio II y para el que años más tarde esculpiría el Moisés y que poco después recibiría del mismo papa el encargo para pintar la bóveda de la Capilla Sixtina. Según palabras del hijo de Giuliano da Sangallo, su padre habría dicho al encontrar la estatua que se trataba del «Laocoonte que dice Plinio», en referencia a Plinio el Viejo y los elogios que le había dedicado en su obra enciclopédica Historia natural (del siglo I d. C.) al grupo escultórico.

Debe ser situada por delante de todas, no solo del arte de la estatuaria sino también del de la pintura. Fue esculpida en un solo bloque de mármol por los excelentes artistas de Rodas Agesandro, Polidoro y Atenodoro y representa a Laocoonte, sus hijos y las serpientes admirablemente enroscadas.
Plinio el Viejo, Historia natural

Descendí hasta donde estaban las estatuas cuando inmediatamente mi padre dijo: «Eso es el Laocoonte que dice Plinio». Entonces cavaron el hoyo más grande para que pudieran sacar la estatua. Tan pronto como fue visible todos empezaron a dibujar, conversando todo el tiempo sobre cosas antiguas.
Francesco da Sangallo